# Liste des plantes d'eau douce
Listes de plantes d’eau douce utilisées en aquariophilie,,.
- Acorus gramineus var. pusillus, Acorus
- Alternanthera sp., Althernanthera
- Anubias sp., Anubias
  - Anubias augustifolia
  - Anubias barteri var. barteri
  - Anubias barteri var. caladiifolia
  - Anubias barteri var. nana
  - Anubias congensis
  - Anubias gracilis
- Aponogeton
  - Aponogeton bolivianus
  - Aponogeton crispus
  - Aponogeton rigidifolius
  - Aponogeton ulvaceus
  - Aponogeton undulatus
- Azolla
  - Azolla caroliniana
  - Azolla filiculoides
  - Azolla nilotica
  - Azolla pinnata
- Bacopa
  - Bacopa australis
  - Bacopa caroliniana, Bacopa
  - Bacopa crenata
  - Bacopa lanigera
  - Bacopa madagascariensis
  - Bacopa monnieri
  - Bacopa myriophylloides
- Baldellia
  - Baldellia ranunculoides
- Barclaya, Barclaya
  - Barclaya longifolia
  - Barclaya motleyi
- Blyxa
  - Blyxa aubertii
- Bolbitis
  - Bolbitis heteroclita
  - Bolbitis heudelotii
- Cabomba, Cabomba
  - Cabomba aquatica
  - Cabomba caroliniana
  - Cabomba furcata
  - Cabomba palaeformis
- Callitriche
  - Callitriche stagnalis
- Cardamine
  - Cardamine lyrata
- Ceratophyllum, Cératophylle
  - Ceratophyllum demersum
  - Ceratophyllum submersum
- Ceratopteris (genre de fougère aquatique.)
  - Ceratopteris cornuta
  - Ceratopteris pterioides
  - Ceratopteris thalictroides, Fougère de Sumatra
- Crassula
  - Crassula helmsii
- Crinum
  - Crinum calamistratum
  - Crinum natans
  - Crinum thaianum
- Cryptocoryne
  - Cryptocoryne affinis
  - Cryptocoryne beckettii
  - Cryptocoryne cordata
  - Cryptocoryne crispatula
  - Cryptocoryne griffithii
  - Cryptocoryne lingua
  - Cryptocoryne longicauda
  - Cryptocoryne minima
  - Cryptocoryne pontederiifolia
  - Cryptocoryne purpurea
  - Cryptocoryne retrospiralis
  - Cryptocoryne spiralis
  - Cryptocoryne thwaitesii
  - Cryptocoryne undulata
  - Cryptocoryne usteriana
  - Cryptocoryne walkeri
  - Cryptocoryne wendtii
  - Cryptocoryne × willisii
- Didiplis diandra
- Echinodorus
  - Echinodorus amazonicus, Amazone
  - Echinodorus bleheri
  - Echinodorus cordifolius
  - Echinodorus horemanii
  - Echinodorus latifolius
  - Echinodorus major
  - Echinodorus osiris
  - Echinodorus parviflorus
  - Echinodorus tenellus
- Egeria densa, Elodée d’Argentine
- Eichhornia crassipes
- Elodea densa : voir Egeria densa
- Heteranthea zoterifolia
- Hydrocotyle leucocephala
- Hydrocotyle vulgaris
- Hygrophila
  - Hygrophila corymbosa
  - Hygrophila difformis
  - Hygrophila polysperma
- Langenandra sp.
- Limnophila sp., Limnophiles
  - Limnophila aquatica, Limnophile aquatique
  - Limnophila sessiliflora, Limnophile à fleurs sessiles
- Lobelia cardinalis, Lobélie cardinale
- Ludwigia sp., Ludwigies et Jussies
- Micranthemum micranthemoides, Micranthème d’Amérique
- Microsorium pteropus, Microsorium
- Myriophyllum, Myriophylles
  - Myriophyllum alterniflorum, Myriophylle à fleurs alternes
  - Myriophyllum mattogrossense, Millefeuille de Matto Grosso
  - Myriophyllum pinnatum, Myriophylle penné, Millefeuille penné
  - Myriophyllum spicatum, Myriophylle à épis
  - Myriophyllum tuberculatum, Millefeuille rouge
  - Myriophyllum verticillatum, Myriophylle verticillé
- Najas "microdon"
- Nymphaea lotus, Lotus tigré
- Nymphaea
- Pistia stratiotes, Pistia
- Riccia fluitans, Riccia
- Rotala macrandra, Rotala
- Rotala rotundifolia
- Sagittaria subulata var. platyphylla,
- Sagittaria subulata, Sagittaire
- Samolus parviflorus
- Saururus cernuus
- Vallisneria
  - Vallisneria aethiopica
  - Vallisneria americana
  - Vallisneria alternifolia
  - Vallisneria anhuiensis
  - Vallisneria asiatica
  - Vallisneria asiatica var biwaensis,
  - Vallisneria gigantea, Vallisnérie géante
  - Vallisneria natans
  - Vallisneria spiralis
  - Vallisneria sp.
- Vesicularia dubyana, Mousse de Java

## Astuce
Les plantes aquatiques n’ayant pas besoin d'être rigides pour se tenir dans l’eau, la plupart d’entre elles n’ont aucune tenue quand on les sort de l’eau. Une plante qui continue à se dresser hors de l’eau est hautement suspecte de ne pas être une plante aquatique.
Il se trouve que les plantes aériennes sont beaucoup plus faciles à cultiver que les plantes aquatiques (pas besoin de bassin).
Pour cette raison, on trouve beaucoup de plantes aériennes immergées juste pour la vente. Ces plantes, mal adaptées au milieu aquatique, survivront péniblement quelques mois dans l’eau, mais ne se développeront jamais convenablement dans un aquarium. On trouvera sur le lien suivant des exemples de "fausses plantes aquatiques" qu’on rencontre parfois dans le commerce.
Cette règle rencontre des exceptions, surtout en ce qui concerne des plantes palustres, mais c’est un moyen simple de choisir des plantes d’aquarium lorsqu’on n'est pas en mesure d’identifier précisément les espèces proposées.